# Aljaž Osterc
Aljaž Osterc, slovenski smučarski skakalec, * 2. marec 1999.
Osterc je v celinskem pokalu debitiral 20. avgusta 2016 v Kuopiu s petim mestom. 27. in 28. decembra 2016 je dosegel drugo in tretje mesto na dveh tekmah v Engelbergu. 13. januarja 2017 je debitiral v svetovnem pokalu v Wisłi, kjer je v kvalifikacijah zasedel 47. mesto. Dva dni kasneje se je na istem prizorišču prvič uvrstil na tekmo, kjer je zasedel 34. mesto.